# قانون الشظايا المشمولة
قانون الشظايا المشمولة هي طريقة للتأريخ النسبي في الجيولوجيا. وبشكل أساسي، ينص هذا القانون على أنّ الصخور الفتاتية الموجودة في صخرة ما تكون أقدم من الصخرة نفسها. ومن الأمثلة على ذلك الصخر الدخيل، وهو عبارة عن جزء من الصخرة المكثفة (التي تحيط بالركاز) التي سقطت في الصهارة المتحركة نتيجة لاستخراج المعادن الخام. ومن الأمثلة الأخرى الأحفور المشتق، وهو أحفور قد تآكل من قاع قديم وأعيد ترسيبه في قاع أحدث.
ويعد هذا إعادة صياغة لمبدأ تشارلز ليل الأصلي مبدأ المشتملات والمكونات من كتابه مبادئ الجيولوجيا (Principles of Geology) المتعدد المجلدات الصادر خلال عام 1830 إلى 1833، الذي يشير إلى أنه مع الصخور الرسوبية، إذا وُجدت مشتملات (أو صخور فتاتية) في التشكيل، فإنه يجب أن تكون المشتملات أقدم من التشكيل المحتوي عليها. على سبيل المثال، في الصخور الرسوبية، من الشائع للحصى المأخوذ من تشكيل قديم أن يتم شقه وإدراجه في طبقة جديدة. وتحدث حالة مماثلة مع الصخور النارية عندما يتم العثور على الصخور الدخيلة. ويتم انتقاء هذه الصخور الغريبة كصهارة أو تدفق حمم بركانية، ويتم إدراجها وتبرد لاحقًا في المصفوفة. ونتيجة لذلك، تكون الصخور الدخيلة أقدم من الصخرة التي تحتوي على هذه الصخور.